# PHP
PHP（全称：PHP: Hypertext Preprocessor，即“PHP：超文本预处理器”）是一种开源的通用计算机脚本语言，尤其适用于网络开发并可嵌入HTML中使用。PHP的语法借鉴吸收C语言、Java和Perl等流行计算机语言的特点，易于一般程序员学习。PHP的主要目标是允许网络开发人员快速编写动态页面，但PHP也被用于其他很多领域。
PHP最初是由勒多夫在1995年开始开发的；現在PHP的標準由the PHP Group維護。PHP以PHP License作為許可協議，不過因為這個協議限制了PHP名稱的使用，所以和開放原始碼許可協議GPL不相容。
PHP的應用範圍相當廣泛，尤其是在網頁程式的開發上。一般來說PHP大多執行在網頁伺服器上，通過執行PHP程式碼來產生使用者瀏覽的網頁。PHP可以在多數的伺服器和作業系統上執行。根據2013年4月的統計資料，PHP已經被安裝在超過2億4400萬個網站和210萬台伺服器上。
PHP在Windows上有专门的官方移植编译项目，并且分多个VC编译器版本和线程安全特性来提供不同的版本支持。
根据W3Techs的报告，截至2023 年 7 月：“有77.4%的网站使用PHP。”。只有14%的网站正在使用当前支持的php8，又有20.6%的网站正在使用不安全的php5版本。

## 開發歷史

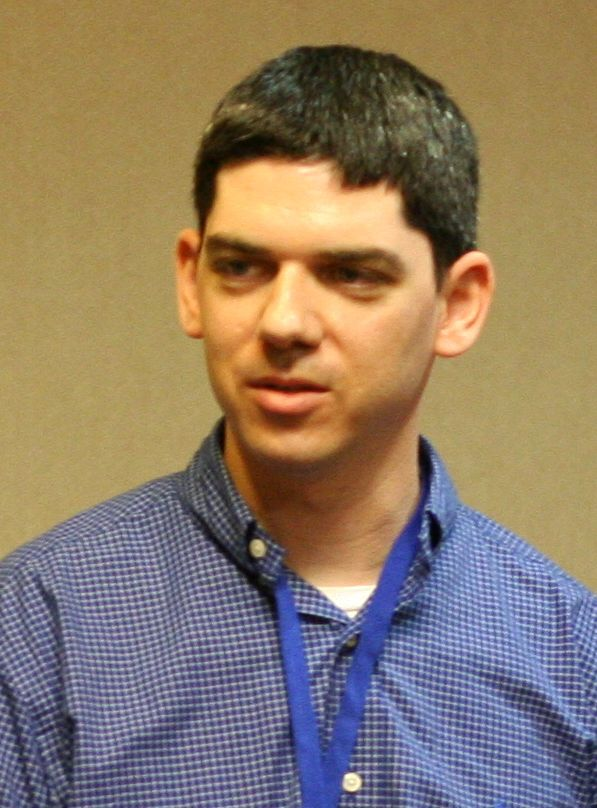
Zend Technologies的創辦人之一 - Andi Gutmans

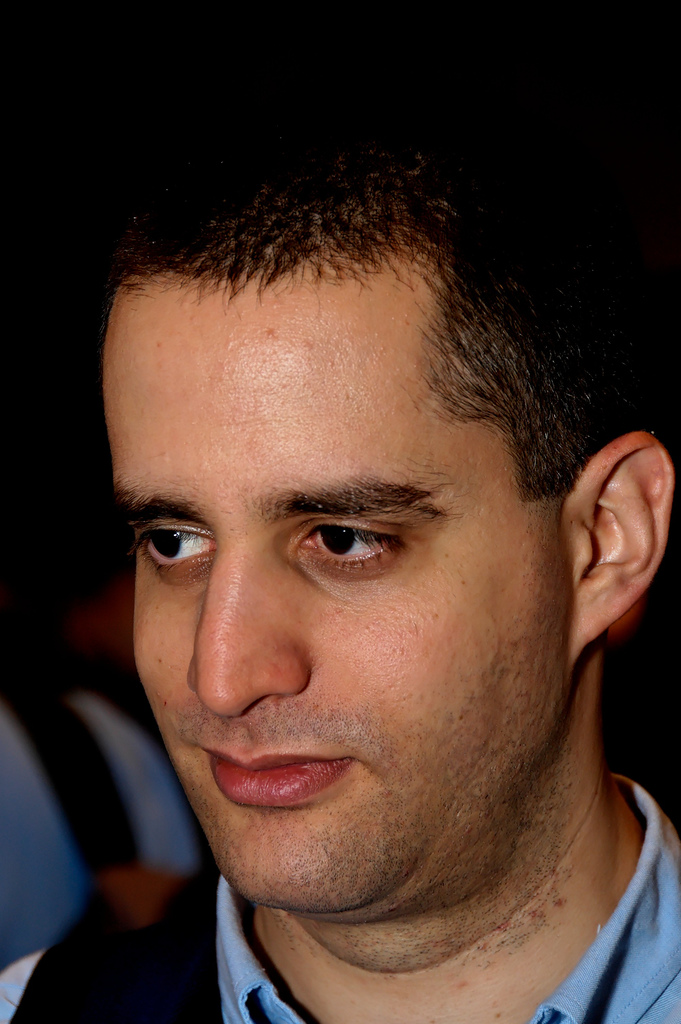
Zend Technologies的創辦人之一 - Zeev Suraski

PHP原本的全稱為Personal Home Page，是拉斯姆斯·勒多夫為了要維護個人網頁，而用C語言開發的一些CGI工具程式集，來取代原先使用的Perl程式。最初這些工具程式用來顯示拉斯姆斯·勒多夫的個人履歷，以及統計網頁流量。他將這些程式和一些表單直譯器整合起來，稱為PHP/FI。PHP/FI可以和資料庫連接，產生簡單的動態網頁程式。拉斯姆斯·勒多夫在1995年6月8日將PHP/FI公開釋出，希望可以透過社群來加速程式開發與尋找錯誤。這個釋出的版本命名為PHP 2，已經有今日PHP的一些雛型，像是類似Perl的變數命名方式、表單處理功能、以及嵌入到HTML中執行的能力。程式語法上也類似Perl，有較多的限制，不過更簡單、更有彈性。
在1997年，任職於Technion IIT公司的兩個以色列程式設計師：Zeev Suraski和Andi Gutmans，重寫了PHP的剖析器，成為PHP 3的基礎，而PHP也在這個時候改稱為PHP: Hypertext Preprocessor.。經過幾個月測試，開發團隊在1997年11月釋出了PHP/FI 2，隨後就開始PHP 3的開放測試，最後在1998年6月正式釋出PHP 3。Zeev Suraski和Andi Gutmans在PHP 3釋出後開始改寫PHP的核心，這個在1999年釋出的剖析器稱為Zend Engine，他們也在以色列的Ramat Gan成立了Zend Technologies來管理PHP的開發。
在2000年5月22日，以Zend Engine 1.0為基礎的PHP 4正式釋出，2004年7月13日則釋出了PHP 5，PHP 5則使用了第二代的Zend Engine。PHP 5包含了許多新特色，像是強化的物件導向功能、引入PDO（PHP Data Objects，一個存取資料庫的延伸函式庫）、以及許多效能上的增強。目前PHP 4已經不會繼續更新，以鼓勵用戶轉移到PHP 5。
2008年时，PHP 5成為了PHP唯一維護中的穩定版本。
PHP 7的首个版本于2015年12月3日開發完成，包含了大量性能上的改进，同时也带来了一些新特性，最值得注意的是返回值类型声明、标量类型声明（可用于参数及返回值）。
2020年11月26日 PHP 8 发布，它包含了很多新功能与优化项， 包括命名参数、联合类型、注解、构造器属性提升、match 表达式、nullsafe 运算符、JIT，并改进了类型系统、错误处理、语法一致性。
2021年11月22号Phpstorm 的开发商 JetBrains 宣布，与 Automattic、Laravel、Acquia 等多家公司共同成立 PHP 基金会。
2021年11月25日 PHP 8.1 发布，它包含了许多新功能，包括枚举、只读属性、First-class 可调用语法、纤程、交集类型和性能改进等。
2022年12月8日 PHP 8.2 发布，它包含了只读类、null、false 和 true 作为独立的类型、废弃动态属性、性能改进等。
2023年11月23日 PHP 8.3 发布，它包含了许多新功能，例如：类常量显式类型、只读属性深拷贝，以及对随机性功能的补充。一如既往，它还包括性能改进、错误修复和常规清理等。

### 版本歷程
|      | 代表意義                                   |
| ---- | ------------------------------------------ |
| 紅色 | 过期版本；官方停止支援                     |
| 黃色 | 当前版本；官方仅提供安全问题修复           |
| 綠色 | 当前版本；官方提供安全问题和一般问题的修复 |
| 藍色 | 未來版本                                   |

| 版本 | 釋出日期       | 结束支持日期   | 說明 |
| ---- | -------------- | -------------- | --- |
| 1.0  | 1995年6月8日   |                | 正式名稱為"Personal Home Page Tools (PHP Tools)"，第一次使用了"PHP"的名字。 |
| 2.0  | 1996年4月16日  |                | 針對PHP 1.0的改進版，速度更快、體積更小，更容易產生動態網頁。 |
| 3.0  | 1998年6月6日   | 2000年10月20日 | 開發方式改成多人共同參與。Zeev Suraski和Andi Gutmans為了這個版本重寫了剖析引擎。 |
| 4.0  | 2000年5月22日  | 2001年6月23日  | 改成以Zend引擎作為剖析器，具有兩階段剖析/標籤剖析系統等先進功能。 |
| 4.1  | 2001年12月10日 | 2002年3月2日   | 加入"超全域變數"（superglobals）功能，包含了$_GET、$_POST、$_SESSION等。 |
| 4.2  | 2002年4月22日  | 2002年9月6日   | 預設取消register_globals功能。從網路接收的資料將不會設定成全域變數，增加程式安全性。 |
| 4.3  | 2002年12月27日 | 2005年3月31日  | 加入命令列執行檔，稱為CLI，用以补充CGI |
| 4.4  | 2005年7月11日  | 2008年8月8日   | 新增phpize 及 php-config 的手冊頁。 |
| 5.0  | 2004年7月13日  | 2005年9月5日   | 推出有着新的对象模型的Zend Engine II。 |
| 5.1  | 2005年11月24日 | 2006年8月24日  | 在往重新设计的PHP引擎引入编译变量时做了性能提升。添加了PHP数据对象（PDO）作为访问数据库的统一接口。 |
| 5.2  | 2006年11月2日  | 2011年1月6日   | 預設開啟"過濾"的擴充功能。原生的JSON支援。 |
| 5.3  | 2009年6月30日  | 2014年8月14日  | 支持命名空间;使用XMLReader和XMLWriter增强XML支持;支持SOAP ,延迟静态绑定，跳转标签（有限的goto）, 闭包，Native PHP archives。 |
| 5.4  | 2012年3月1日   | 2015年9月3日   | 支持Trait、简短数组表达式。移除了register_globals, safe_mode, allow_call_time_pass_reference, session_register(), session_unregister(), magic_quotes以及session_is_registered()。加入了内建的Web服务器。增强了性能，减小内存使用量。 |
| 5.5  | 2013年6月20日  | 2016年7月10日  | 支持generators，用于异常处理的finally ，将OpCache（基于 Zend Optimizer+）加入官方发布中。 |
| 5.6  | 2014年8月28日  | 2018年12月31日 | 支持常量标量表达式、可变参数函数、指数运算符，增加phpdbg SAPI、统一的默认字符集。 |
| 6.x  | 未发布         | 不適用         | 取消掉的、从未正式发布的PHP版本。 |
| 7.0  | 2015年12月3日  | 2018年12月3日  | Zend Engine 3 (性能提升并在Windows上支持 64-bit 整数)，统一的变量语法， 基于抽象语法树编译过程。 |
| 7.1  | 2016年12月1日  | 2019年12月1日  | void返回值类型，类常量可见性修饰符，多异常捕获处理 |
| 7.2  | 2017年11月30日 | 2020年11月30日 | 新的对象类型，通过名称加载扩展，重写抽象方法，Sodium为核心扩展 |
| 7.3  | 2018年12月6日  | 2021年12月6日  | 更灵活的 Heredoc 和 Nowdoc 语法，数组解构支持引用赋值，Instanceof 运算符接受文字 |
| 7.4  | 2019年11月28日 | 2022年11月28日 | 属性添加限定类型、箭头函数、空合并运算符赋值、数组展开操作 |
| 8.0  | 2020年11月26日 | 2023年11月26日 | JIT即时编译，增加命名参数，注解实现，构造器属性提升，联合类型，Match 表达式，Nullsafe 运算符，字符串与数字的比较更符合逻辑，内部函数类型错误的一致性。                                                                               |
| 8.1  | 2021年11月25日 | 2025年12月31日 | 八进制整数文字表达前缀，支持字符串类型键的数组解包，参数展开后命名参数，纤程，交集类型，Never 类型，Readonly 属性，Final 类常量 |
| 8.2  | 2022年12月8日  | 2026年12月31日 | SensitiveParameter 属性，常量表达式中的枚举属性，类型系统提升，只读类 |
| 8.3  | 2023年11月23日 | 2027年12月31日 | 类型化类常量、动态获取类常量、新增 #[\Override] 属性、只读属性深拷贝、新增 json_validate() 函数 |
| 8.4  | 2024年11月21日 | 2028年12月31日 | |

## 吉祥物

吉祥物：elePHPant

PHP計畫的吉祥物名叫「elePHPant」，PHP的logo在一頭藍象的裡面，由文森·龐蒂爾(Vincent Pontier)在1998年設計。其設計概念是從側面看 PHP 像隻大象。當elePHPant被製作成毛絨玩具時，有時顏色會有不同。

## 應用

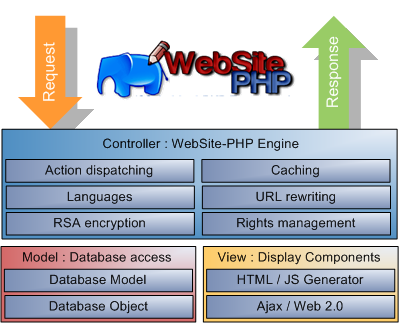
網路應用開發

PHP是一個應用範圍很廣的語言，特別是在網路程式開發方面。一般來說PHP大多在伺服器端執行，透過執行PHP的程式碼來產生網頁提供瀏覽器讀取，此外也可以用來開發命令列腳本程式和使用者端的GUI應用程式。PHP可以在許多的不同種的伺服器、作業系統、平台上執行，也可以和許多資料庫系統結合。使用PHP不需要任何費用，官方組織PHP Group提供了完整的程式原始碼，允許使用者修改、編譯、擴充來使用。

### 安装方式
在Linux环境下，一般自带的软件源包含 PHP，但是版本过旧，多数情况使用编译安装，并且一般使用一些开源脚本帮助一键部署LNMP、LAMP环境。
在macOS环境下，支持 homebrew 安装，也支持源码编译。 
在Windows环境下，一般直接下载官方编译版本，或者使用 PHP 环境套件，其中包含 PHP、MySQL、Nginx、Apache，一键启动。PHP 在 Windows 上的官方版本被推荐用于生产环境。如果有需要，你也可以从源码中构建 PHP。

### 使用方式
PHP 5.3.3后内置 PHP-fpm模块，用于管理PHP 进程池的软件，用于接受web服务器的请求。一般情况下，PHP 将会搭配 Http 服务器和数据库软件同时使用。
在Linux平台常见的方案有 LAMP、LNMP，在Windows 平台通常使用的 PHP 套件，如：XAMPP、PHPStudy，PHP 也支持的 Docker 环境下运行。
同时 PHP 也支持命令行，单独以脚本的方式运行，例如php run.php。

### 流行度和使用统计
php 广泛的应用于各种开源程序，包括MediaWiki、WordPress、Joomla、Drupal等。
截至在2023年7月，根据w3techs统计，全世界的网站77.4%使用php。

## 安全
据National Vulnerability Database数据显示，与PHP有关的数据库攻击比例为：20% 2004, 28% 2005, 43% 2006, 36% 2007, 35% 2008 and 32% 2009。其中很多的漏洞都可以通过远程操作完成，如：黑客可以通过网络连接攻击服务器，达到盗取或毁坏数据，发送垃圾邮件或进行分散式阻斷服務攻擊。但是随着更多的关注，PHP也变得越来越安全了。现代PHP开发大部分使用例如Laravel、Symfony这样的框架进行开发，框架自身提供了大量的安全防范措施，减少了SQL注入，XSS攻击等方式攻击的可能性，极大的提供了PHP应用的安全性。

### PHP官网被駭入事件
2010年12月17日，PHP代码“贡献者名单”中被加入“Wolegequ Gelivable”字样（中文含义“我勒个去 给力”），约半小时后被删除。2011年3月19日，PHP官方发布声明指出，黑客可能是通过wiki.php.net作为入口攻击了代码系统。并且，官方已经检查过自版本5.3.5以来釋出的代码，并没有发现恶意内容。但官方同时表示，尚未完全掌握黑客发动本次攻击的具体细节。

## 語法
PHP的語法參考了Perl、C語言，而且可以整合在HTML之中，以下是一個簡單的Hello World程式碼：
```
 
<?=
 
'Hello World!'
;
 
?>

```

PHP剖析引擎只剖析<?php到?>之間的程式碼，而不包含在<?php到?>之間的內容則會直接送出，所以可以用以下的方式來將PHP程式碼嵌入在HTML之中：
```
 
<?php

     
//-PHP代码

 
?>

 html内容

 
<?php

     
//-PHP代码

 
?>

```

在HTML中嵌入PHP时，比如需要單獨输出某個變數，除了正常採用echo方式外，也可以直接採用下列方式：
```
 
<?=
$title
?>

```

但是上述這種方式曾經引起爭議，有的人並不推薦這種方式的縮寫（其原因為：並不是所有伺服器都支援縮寫，但在後期之後此選項為預設開啟），也有人因為採用這種方法，造成與XML搞混的情況。
在判斷語句中的HTML代碼並不會被直接送出：
```
 
<?php

 
if
 
(
false
)
 
{

 
?>

 HTML Code

 
<?php

 
}

 
?>

```

PHP可以用三種註解的形式：C與C++所使用的「/*...*/」與「//」，以及python與Perl使用的「#」。
```
 
<?php

 
/* 多行注解的第一行

 多行注解的另一行 */

 
// 单行注释

 
# 单行注释

 
?>

```

### 類型
PHP主要有八种基本数据类型，其中包括：
- 四種变量類型
  - 整數型（integer）
  - 浮點數型（float）
  - 布尔型（boolean）
  - 字符串（string）
- 兩種複合類型
  - 陣列（array）
  - 对象（object）
- 兩種特殊類型
  - NULL
  - 資源 （resource）

### 變數
PHP中，變數以「$」後接变量名稱來表示。 變數名稱區分大小寫。
有效的變數名稱以字母或底線開頭，後接任意數目的字母、數字或底線，PHP也支持使用多字节文字作为變數名。

### 物件導向
PHP從PHP 3開始有了基本的物件導向（Object oriented）的特性，但直到PHP 5將物件導向部份重新改寫之後，PHP的物件導向功能才比較完善。現在PHP可以說是一個有完整物件導向功能的語言。

## PHP相關資源

### PHP框架
使用PHP框架可以更快更简单的部署项目並提高开发效率，但学习使用这些框架需要付出额外的学习成本。
最流行的PHP框架包括：Symfony, Zend Framework, Laravel、Phalcon、CodeIgniter、Yii、ThinkPHP等等。

### 函式庫
內建多樣化的函數是PHP主要的特點之一，這些開放程式碼的函數提供了各種不同的功能，例如檔案處理、FTP、字串處理、等等。這些函數的使用方法和C語言相近（例如printf），這也是PHP廣為流行的原因之一。
除了內建的函數之外，PHP也提供了很多延伸函式庫（extension），像是各種資料庫連接函數、資料壓縮函數、圖形處理等等。有些延伸函式庫需要從PECL（PHP Extension Community Library）取得。
以下是PHP程式語言提供的函式庫列表
| - Apache - BCMath - Bzip2 - Calendars - CCVS - COM - ClibPDF - cURL - Cybercash - DB2 - dBase - DBM - dbx - DB++ - DOM XML - .NET - FileMaker Pro - FrontBase - filePro - FriBiDi - FTP - Gettext - GD Graphics Library - GNU Multi-Precision Library - Hyperwave - iconv - IMAP，POP3 and NNTP | - Informix - Ingres II - InterBase - IRC - LDAP - Lotus Notes - mailparse - MCAL - Mcrypt - MCVE - Mhash - MIME Functions - MS-SQL - Ming - mnoGoSearch - mSQL - MySQL - Mowhawk - muscat - Ncurses - ODBC - Oracle - OpenSSL - Ovrimos SQL - PDF - PayFlow Pro - PDO - POSIX | - PostgreSQL - Printer - Pspell - GNU Readline - GNU Recode - Regular expressions - QT-Dom - Semaphores - SESAM - Session Handling - Shared memory - SMTP - SNMP - Sockets - SimpleXML - SQLite - Streams - Sybase - Token - vpopmail - WDDX - Win32 API - XML（Xpath） - XML-RPC - XSLT - YAZ - Yellow Pages / 網路資訊服務（NIS） - ZIP - Zlib |

### 原始碼編碼和加速
PHP原始碼是可以直接讀取的，即使放到伺服器上執行也是一樣。雖然讓PHP多了彈性，但相對的會造成安全危機和性能下降的問題。
透過PHP編碼器，可以保護PHP的原始碼不被讀取（對商業軟體來說特別有需求），也可以提昇執行的效能。有許多公司或團體開發PHP的編碼器，將PHP程式編譯成位元組碼（byte code），再透過伺服器上安裝對應的程式來執行PHP腳本。
除了透過編碼器加速之外，PHP還可以透過動態的快取機制來提昇速度，加速工具有商業版的，例如，也有開放原始碼的加速軟體如eAccelerator、APC、XCache。

### PHP包管理器
Composer是PHP社区用来管理依赖关系的工具，一般在PHP项目中通过composer.json声明依赖的外部PHP库，通过composer.lock锁定具体的版本和文件，然后就可以使用Composer管理包依赖。
截至到2023年7月，每个月Composer包安装次数在2000万左右，Composer包的总量在37.5万个，不同版本400万个。

## PHP編譯器
PHP一直被當作直譯器使用。PHP編譯器則將PHP從直譯器中分離，為加快運行和改善與以其他程式語言編寫部份的互通性，例如Phalanger將PHP編譯成通用中间语言和Hiphop for PHP把PHP原始碼編譯成C++等。Facebook因應其網站大量的使用者，整合了HPHPc、HPHPi、HPHPd以及HHVM這四種腳本引擎，開發出HipHop for PHP，以加強網站效能。
在 PHP 5.5.0 及后续版本中引入了OPcache 扩展，将编译好的操作码放入共享内存，提供给其他进程访问。 
在 PHP 8 引入了JIT支持，提高PHP 运行性能。

## 發展

### PHP 7
- 基于PHPNG项目（PHP Next-Gen），它能让透明提升PHP程序性能，使PHP7的性能和HHVM相当
- 抽象语法树编译 AST: Abstract Syntax Tree
- 异步编程

### PHP 8
- 命名参数、联合类型、注解、构造器属性提升、match 表达式、nullsafe 运算符、JIT，并改进了类型系统、错误处理、语法一致性。[55]

- 枚举、只读属性、First-class 可调用语法、纤程、交集类型和性能改进[18]

- 只读类、null、false 和 true 作为独立的类型、废弃动态属性、性能改进等。[19]

## 彩蛋
PHP含有多個彩蛋，可以透過在網域名稱的後面加上特殊字串顯示彩蛋。例如，?=PHPE9568F36-D428-11d2-A769-00AA001ACF42則會出現PHP的logo，PHP版本的不同，logo也會不同；不过该特性已经在5.5版本中被移除。

## 趣聞
PHP程式語言的官方文档中曾写过「PHP是最好的WEB开发語言，那其他的语言如何呢？」，但是这句话被華語圈的程式設計師讹传为「世界上最好的语言」并加以调侃。

### 引用
1. ↑  Lerdorf, Rasmus. . The Conversations Network. 2007-04-26  [2009-12-11]. （原始内容存档于2019-01-06）.
2. ↑  . 2025年7月3日  [2025年7月3日].
3. ↑  . 2025年7月17日  [2025年7月29日].
4. ↑  .   [2013-05-13]. （原始内容存档于2013-08-06）.
5. ↑  .   [2015-07-24]. （原始内容存档于2015-07-24）.
6. ↑  . Various Licenses and Comments about Them. Free Software Foundation.   [2008-02-22]. （原始内容存档于2008-12-16）.
7. ↑  .   [2015-02-26]. （原始内容存档于2015-03-01）.
8. 1 2  . w3techs.   [2023-07-07].
9. ↑  .   [2018-08-12]. （原始内容存档于2018-08-16）.
10. 1 2 3 4 5 6 7 8  . The PHP Group.   [2008-02-25]. （原始内容存档于2008-07-08）.
11. ↑  Lerdorf, Rasmus. . Newsgroup: comp.infosystems.www.authoring.cgi. 1995-06-08  [2006-09-17]. （原始内容存档于2006-09-03）.
12. ↑  . Zend Technologies Ltd.   [2006-09-17]. （原始内容存档于2006-07-19）.
13. ↑  Trachtenberg, Adam. . O'Reilly. 2004-07-15  [2008-02-22]. （原始内容存档于2016-03-31）.
14. ↑  . The PHP Group. 2007-07-13  [2008-02-22]. （原始内容存档于2019-04-07）.
15. ↑  Kerner, Sean Michael. . InternetNews. 2008-02-01  [2008-03-16]. （原始内容存档于2016-03-24）.
16. ↑  . The PHP Group.   [2023-07-08]. （原始内容存档于2023-07-08）.
17. ↑  . JetBrains s.r.o.   [2023-07-07]. （原始内容存档于2023-08-10）.
18. 1 2  . The PHP Group.   [2023-07-08]. （原始内容存档于2023-07-08）.
19. 1 2  . The PHP Group.   [2023-07-08]. （原始内容存档于2023-07-08）.
20. ↑  . www.php.net.   [2024-08-18] （英语）.
21. ↑  . php.net.   [2024-07-08]. （原始内容存档于2024-10-14）.
22. ↑  . php.net.   [2016-06-17]. （原始内容存档于2019-05-15）.
23. 1 2 3 4 5  . The PHP Group. 2008-01-03  [2008-02-22]. （原始内容存档于2008-02-28）.
24. ↑  . php.net.   [2016-06-17]. （原始内容存档于2016-06-26）.
25. 1 2 3  . The PHP Group. 2007-11-08  [2008-02-22]. （原始内容存档于2008-02-27）.
26. ↑  . php.net.   [2016-06-17]. （原始内容存档于2016-07-03）.
27. ↑  . www.php.net.   [2016-06-17]. （原始内容存档于2016-06-17）.
28. ↑  .   [2018-08-12]. （原始内容存档于2018-08-11）.
29. ↑  .   [2008-12-16]. （原始内容存档于2009-01-03）.
30. ↑  .   [2012-03-26]. （原始内容存档于2012-03-20）.
31. ↑  .   [2018-08-12]. （原始内容存档于2018-08-13）.
32. ↑  .   [2015-07-24]. （原始内容存档于2015-07-24）. There have been books on the shelves purporting to cover PHP 6 since at least 2008. But, in March 2010, the PHP 6 release is not out - in fact, it is not even close to out. Recent events suggest that PHP 6 will not be released before 2011 - if, indeed, it is released at all.
33. ↑  .   [2015-07-24]. （原始内容存档于2015-07-24）. Recent versions of PHP have been part of the 5.x release series, but there will be no PHP 6. “We’re going to skip [version] 6 because years ago, we had plans for a 6 but those plans were very different from what we’re doing now,” Gutmans said. Going right to version 7 avoids confusion.
34. ↑  . 2015-05-27  [2015-06-01]. （原始内容存档于2015-06-21）.
35. ↑  . wiki.php.net.   [2016-06-17]. （原始内容存档于2016-06-16）.
36. ↑   https://www.php.net/releases/8.3/zh.php.   [2024-04-16]. 缺少或|title=为空 (帮助)
37. ↑  . wiki.php.net.   [2024-08-18]. （原始内容存档于2023-11-24）.
38. ↑  . 2014-10-04  [2014-10-04]. （原始内容存档于2014-10-04）.
39. ↑  .   [2017-09-30]. （原始内容存档于2017-02-14）.
40. ↑  .   [2018-08-13]. （原始内容存档于2018-08-13）.
41. ↑  . O'Reilly. 2001-05-03  [2008-02-25]. （原始内容存档于2008-02-19）.
42. ↑  . The PHP Group.   [2023-07-08]. （原始内容存档于2023-10-28）.
43. ↑  . The PHP Group.   [2023-07-08]. （原始内容存档于2023-11-09）.
44. ↑  . The PHP Group.   [2023-07-08]. （原始内容存档于2023-07-08）.
45. ↑  . 2008-03-01  [2009-08-20]. （原始内容存档于2009-06-28）.
46. ↑  .   [2013-12-28]. （原始内容存档于2013-12-28）.
47. ↑  .   [2013-12-28]. （原始内容存档于2013-12-28）.
48. ↑  .   [2018-08-12]. （原始内容存档于2018-08-13）.
49. ↑   （页面存档备份，存于），Why are “echo” short tags permanently enabled as of PHP 5.4?
50. ↑   （页面存档备份，存于），Escaping <? on php shorthand enabled server when using require
51. ↑  Types Introduction （页面存档备份，存于），The PHP Group
52. ↑  Language variables （页面存档备份，存于），The PHP Group
53. ↑  . Packagist.   [2023-07-08]. （原始内容存档于2023-10-18）.
54. ↑  . The PHP Group.   [2023-07-08]. （原始内容存档于2023-07-08）.
55. ↑  .   [2018-08-12]. （原始内容存档于2018-08-13）.
56. ↑  原文：，. web.archive.org. 2010-05-07  [2019-02-21]. 原始内容存档于2010-05-07.

## 外部連結
- 官方网站
- 中的“PHP”
- PHP wiki（页面存档备份，存于）
- PHP参考手册（页面存档备份，存于）
- CentOS下安装PHP7（页面存档备份，存于）
- Rocky Linux 8 安裝多個 PHP 版本 （页面存档备份，存于）